# Nicole N. Horanyi
Nicole N. Horanyi (født 15. april 1977 i Roskilde) er datter af fuldmægtig Anne Nielsen og den  ungarske kunstner og grafiker Peter Horanyi. Horanyi er filminstruktør.  Hun blev student i 1996 fra Gammel Hellerup Gymnasium og blev optaget på dokumentarfilmlinjen på Den Danske Filmskole i 2003. Hendes afgangsfilm fra filmskolen Mr. P. fra 2007 handlede om en tjener på et fint hotel.. Filmen fik special mention ved Interfilm Berlin. I 2015 kom filmen Motley's Law om den amerikanske advokat Kimberley Motley, der som den eneste udlænding praktiserer i det afghanske retssystem. Filmen har fået meget omtale  og gode anmeldelser både i Danmark og i udlandet.  Motley's Law har vundet en Grand Jury Prize Award ved NYC DOC 2015 og AWFJ - Alliance of Women Film Journalists' EDA Award for bedste dokumentarfilm instrueret af en kvinde ved IDFA 2015.

## Filmografi
- 2007 – Mr. P., dokumentarfilm
- 2009 – The Devilles, dokumentarfilm
- 2010 – Fodboldpigerne, en tv-serie i seks dele
- 2011 – Au Pair, dokumentarfilm
- 2014 – Naked, dokumentarfilm
- 2015 – Motley's Law, dokumentarfilm
- 2017 - En fremmed flytter ind, dokumentarfilm